# Argus As 014
L'Argus As 014 (o 109-014 secondo la nomenclatura assegnata dal Ministero dell'Aria del Reich) era un motore aeronautico pulsogetto prodotto dall'azienda tedesca Argus Motoren GmbH negli anni quaranta.
Utilizzato quasi esclusivamente dalla bomba volante V1 (Fieseler Fi 103) detiene il primato di essere il primo motore di questo genere ad essere stato prodotto in grande serie.
Ne furono prodotti circa 31 100 esemplari.

## Storia
Nei primi anni trenta, il Ministero dell'Aria promosse il progetto FZG 43 per un velivolo da ricognizione aerea senza pilota, con il principale requisito dell'economicità della costruzione. Il progetto venne seguito (nella parte relativa al propulsore) dall'ingegnere tedesco Fritz Gosslau prima alla Siemens e poi alla Argus. Nel 1939 il Ministero dell'Aria, decise di investire nella ricerca del motore a getto ed assegnò ad ogni casa motoristica una differente soluzione tecnologica da sviluppare. Alla Argus toccò il pulsogetto che troverà la sua prima applicazione pratica sulla V1.

### Sviluppo
Nel primo modello del motore prodotto dalla Argus e provato la prima volta il 13 novembre 1939, l'aria entrava nel motore posteriormente, veniva accelerata mediante un dispositivo chiamato bocca di Borda che provvedeva anche alla compressione e ricircolo della miscela di aria e combustibile nella camera di combustione per essere poi espulsa dall'ugello di scarico, costituito da un condotto coassiale a quello di ingresso. Questa configurazione venne ben presto scartata a causa della combustione irregolare.
Il secondo modello prevedeva l'ingresso frontale dell'aria in pressione in una camera di combustione sferica dove veniva deflessa dando origine ad un vortice anulare. Dal terzo modello in poi venne eliminata la bocca di Borda ed il conseguente vortice ad anello applicando una valvola a lamelle in ingresso sviluppata dallo scienziato tedesco Paul Schmidt.
Il primo motore fu provato in volo il 28 aprile 1941, installato su un biplano Gotha Go 145 appositamente modificato. Nell'estate del 1942 una coppia di motori fu installata su un aliante da trasporto DFS 230-A1, che, dopo essere stato trainato in quota e sganciato, li accese e diventò il primo aereo al mondo a volare spinto da pulsogetti (anche se i motori procurarono diversi danni alla struttura dell'aliante). Fu provato anche sul Messerschmitt Bf 110 per cercare di aumentarne la velocità massima, ma gli esperimenti sui velivoli vennero presto accantonati per concentrare gli sforzi sulle bombe volanti V1.
Nel giugno del 1944 terminarono i voli sperimentali. Nell'agosto del 1944 fu apportata l'ultima modifica al sistema di controllo del combustibile che permise di raggiungere (sulla V1) la velocità di 765 km orari.

Schema di funzionamento di un pulsogetto.

### Tecnica
Nella sua versione finale, il motore era costituito da una lamiera metallica piegata a formare un tubo. Nella parte anteriore erano posti un pacco di valvole a lamelle comandate da molle, un sistema di iniezione carburante e una candela di accensione. Per avviare il motore veniva posto un tappo nell'ugello per saturare la camera di combustione con acetilene. Contemporaneamente allo scoccare della scintilla della candela di accensione, una sorgente portatile di aria compressa forniva l'ossigeno necessario all'avviamento per il tempo necessario alla stabilizzazione della temperatura di esercizio. A quel punto veniva rimossa l'alimentazione elettrica e pneumatica e la combustione continuava auto-sostentandosi.

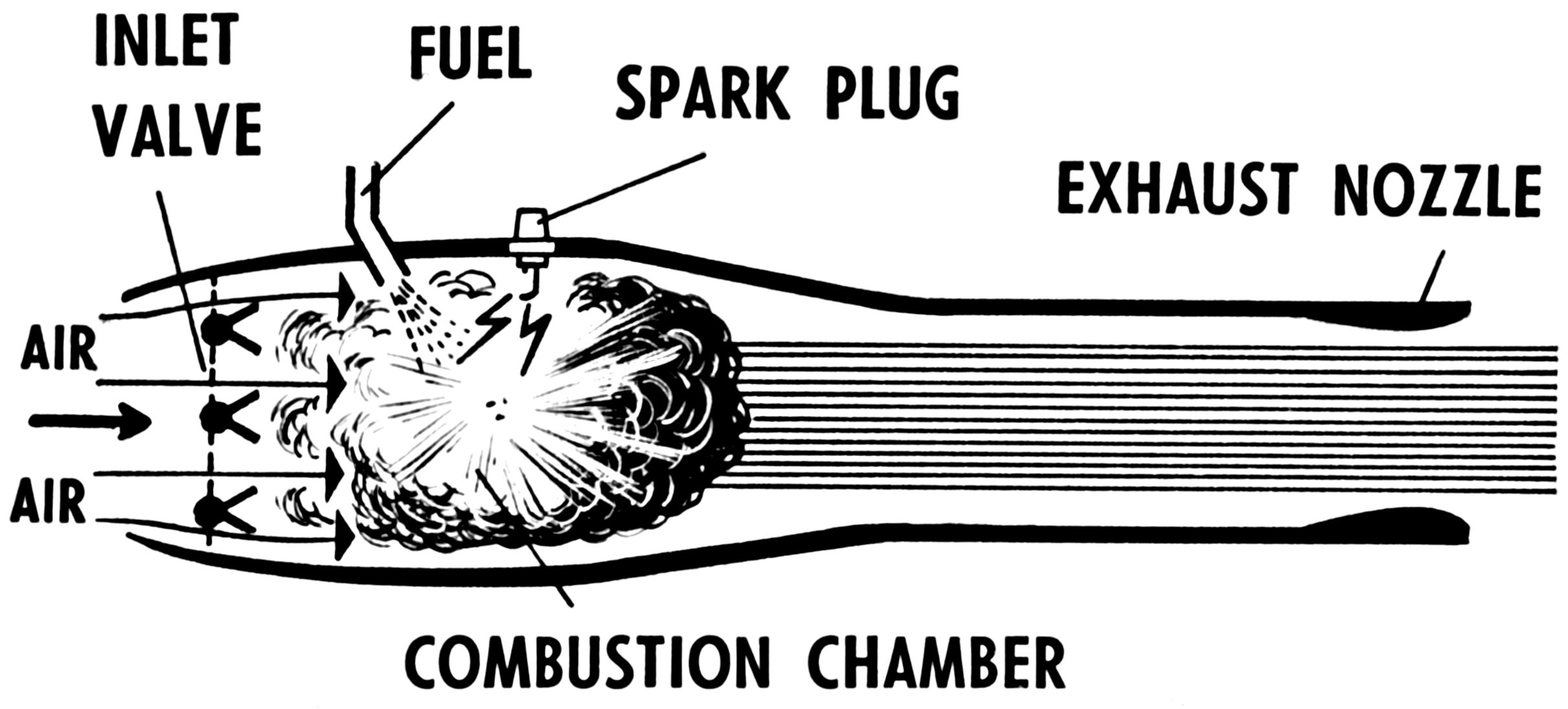
Sezione di un pulsogetto a valvole

Ogni ciclo (o pulsazione) del motore iniziava con le valvole aperte. Il combustibile iniettato a valle era incendiato e la conseguente espansione dei gas di combustione portava le valvole in chiusura, ma il successivo calo di pressione in camera di combustione dovuto all'espulsione dei gas di scarico dall'ugello riapriva le valvole, nuova aria affluiva ed il ciclo poteva così ripetersi ad una frequenza di circa 45-55 volte al secondo.
Il sistema di accensione elettrica era usato solamente all'avviamento; a regime era il ritorno di fiamma nell'ugello ad assicurare l'accensione della miscela fresca.  Il serbatoio di combustibile (tipicamente benzina) era messo in pressione dall'aria compressa utilizzata anche dal sistema automatico di guida. Il sistema di controllo del carburante forniva, in maniera continua, il combustibile agli iniettori ad una pressione variabile a seconda della condizione di volo.

## Velivoli utilizzatori
Germania
- Fieseler Fi 103
- Fieseler Fi 103R (Reichenberg)
- Messerschmitt Me 328